# Cratere Omar Khayyam
Omar Khayyam  è il nome di un cratere lunare da impatto intitolato al matematico, astronomo, poeta e filosofo persiano Omar Khayyam. Questo cratere è situato subito oltre il bordo nordoccidentale della luna, nell'emisfero lunare più distante dalla terra (faccia nascosta), in una zona che diviene talvolta visibile a causa delle librazioni lunari. Comunque, anche nelle più favorevoli condizioni di illuminazione, l'effetto prospettico è tale da permettere di rilevare pochissimi dettagli, e la nostra attuale conoscenza deriva dal lavoro delle sonde orbitali.
Omar Khayyam si trova all'estremità occidentale del grande cratere Poczobutt, ed al suo bordo nordoccidentale è sovrapposto quello del cratere Zsigmondy. La porzione est-sud-est del pianoro interno è coperta da un cratere più recente, mentre il resto della superficie interna è divis ain due da una cresta che parte dall'esterno del bordo occidentale.
Il bordo esterno è fortemente eroso ed ha una larga interruzione verso sud-est. Un cratere minore si sovrappone al margine occidentale, mentre numerosi piccoli impatti sono sparsi nell'interno e sulle pendici. La zona sudoccidentale sembra essere la meno irregolare.